# وادی جلیل
وادی جلیل (به عربی: وادی جلیل) یک منطقهٔ مسکونی در عربستان سعودی است که در استان مکه واقع شده‌است.